# Pastor Rodríguez
Pour les articles homonymes, voir Rodriguez et Barros.
Rodríguez  Barros est un nom espagnol. Le premier nom de famille, en général paternel, est Rodríguez ; le second, en général maternel, souvent omis, est Barros.
Pastor Rodríguez Barros (né le 29 décembre 1922 à Ponteareas en Galice) est un coureur cycliste espagnol, professionnel de 1945 à 1948. Ses autres frères Delio, Émilio, et Manuel ont également été cyclistes professionnels, le premier étant le vainqueur du Tour d'Espagne 1945 le second étant le vainqueur du Tour d'Espagne 1950 .

## Palmarès
- 1946
  - 2e du Tour de Galice
  - 2e du Tour de Castille-et-León
  - 2e du GP Fútbol de Sobremesa
  - 3e du Circuit Sardinero
- 1949
  - 3e du GP Llodio

## Résultats sur les grands tours

### Tour d'Espagne
3 participations
- 1945 : 15e
- 1946 : 14e
- 1948 : abandon (7e étape)